# First Quantum Minerals
First Quantum Minerals Ltd. (TSX : FM) est une société de mines et métaux basée à Toronto (Ontario). Ses activités principales incluent l'exploration, le développement et l'extraction de minerais en Afrique (Zambie, république démocratique du Congo, Mauritanie).
La société a été fondée le 21 décembre 1983 sous le nom de Xenium Ressources Ltd.
Les actions de First Quantum sont cotées à la bourse de Toronto (Canada) (symbole "FM") et à la bourse de Londres Alternative Investment Market (symbole "FQM") au Royaume-Uni.

## Activités
- Cuivre : cathodes, bandes, tiges, anodes, sulfates et concentrés de cuivre.
- Or
- Zinc

## Histoire
- En 2006, First Quantum a acquis la société londonienne Adastra Minerals pour $245 millions.
- En 2008, First Quantum a annoncé l'acquisition de Scandinavian Minerals Ltd pour 281 millions de dollars canadiens.

En janvier 2012, First Quantum vend ses actifs en république démocratique du Congo « suite à la nationalisation de ses activités par le gouvernement du pays ». Elle règle ainsi des litiges judiciaires pour une somme s'élevant à 1,25 milliard $ CA.
Une filiale de l'entreprise entreprend à partir de février 2019 l'exploitation d'une mine de cuivre au Panama, malgré l'annulation en justice de la concession pour raisons environnementales. La Cour suprême panaméenne avait en effet déclaré anticonstitutionnel le projet de minier, invoquant les dégâts pour les sols, la végétation, l'air et l'eau, et estimant que l'exploitation léserait l’État et les ressources naturelles du pays. Le gouvernement a cependant donné son accord au projet. Selon les estimations de l'entreprise, l'exploitation doit permettre d'exporter quelque 320 000 tonnes de cuivre par an, pour une valeur de 2 milliards de dollars.
Controverses Légales au Panama
La controverse minière de Petaquilla au Panama tourne autour d'une loi contractuelle connue sous le nom de "LEY 9 de 1997", signée le 26 février 1997 entre la Sociedad Minera Petaquilla S.A. et l'État panaméen. Peu de temps après, en 1998, une action en inconstitutionnalité a été déposée par les avocats Juan Ramon Sevillano et Susana Serracin Lezcano. Cependant, le contrat a été déclaré inconstitutionnel en 2017, et cette décision a été publiée en 2021.
Au cours du processus juridique, Richard Fifer Carles, ancien directeur et directeur exécutif de Petaquilla, a vendu des droits de concession et des actifs à une filiale de FQM (Minera Panama) pour 60 millions de dollars (ce qui était contraire à ladite loi contractuelle). Le cabinet d'avocats panaméen Morgan & Morgan a agi comme intermédiaire dans cette transaction. FQM était conscient de divers problèmes, notamment des allégations de corruption impliquant des fonctionnaires gouvernementaux et des préoccupations juridiques et constitutionnelles, mais a malgré tout décidé de procéder à l'achat.
En 2016, le président Juan Carlos Varela a prolongé la concession de 20 ans supplémentaires. Cependant, après que la Cour suprême ait déclaré le contrat illégal, les activités minières ont continué illégalement. La situation légale n'a été résolue qu'avec la signature de la Loi sur le contrat 406 le 20 octobre 2023 (qui comportait essentiellement les mêmes vices inconstitutionnels), et qui a été sanctionnée le même jour par le président Laurentino Nito Cortizo, bien que ledit contrat ait été très impopulaire.
Ces événements ont suscité une forte opposition publique, avec des manifestations à la fois au niveau national et international, notamment au Canada, aux États-Unis, en Espagne, en Allemagne, en Belgique, en Suisse et en France. Les manifestations découlaient d'allégations de corruption et de pots-de-vin de la part de responsables gouvernementaux par FQM, de préoccupations environnementales liées à l'exploitation minière à ciel ouvert et aux pratiques d'élimination de déchets toxiques nuisant à l'environnement et aux nappes phréatiques, ainsi que de clauses contractuelles perçues comme favorisant fortement FQM. De plus, le contrat a été critiqué pour des contradictions juridiques et constitutionnelles, sapant l'État de droit, et pour les conditions de vie difficiles imposées aux résidents voisins, notamment l'accès restreint à leurs propres domiciles.
En réponse à la pression sociale, le Panama a adopté la Loi 407, déclarant un moratoire minier indéfini, interdisant de nouvelles concessions pour des études ou l'extraction minière, et rejetant toutes les prolongations et demandes de concession. À l'heure actuelle, huit actions en inconstitutionnalité et une impulsion procédurale sont en cours, cette dernière citant de graves dommages environnementaux, proposée par l'avocat Gonzalo Moncada Luna.

## Principaux actionnaires
Au 25 février 2020:
| Jiangxi Copper                     | 36,0 % |
| Capital Research & Management W.I. | 11,0 % |
| Capital Research & Management G.O. | 7,43 % |
| SailingStone Capital Partners      | 4,79 % |
| J.O. Hambro Capital Management     | 4,23 % |
| The Vanguard Group                 | 2,74 % |
| Sadou Gold Hanno                   | 2,53 % |
| BlackRock Investment Management    | 2,46 % |
| Fidelity (Canada) Asset Management | 1,82 % |
| RBC Global Asset Management        | 1,54 % |